# Arichanna hummeli
Arichanna hummeli là một loài bướm đêm trong họ Geometridae.